# 濱名湖
34°44′17.62″N 137°34′32.19″E / 34.7382278°N 137.5756083°E
濱名湖（日语：／ Hamana-ko */?）為位于日本静岡縣濱松市、湖西市的潟湖。南部與海相通，為日本第十大湖。面積65平方公里，湖周長114公里，位居日本第二。最大水深16.6米，平均水深4.8米。2016年3月，與台灣南投縣魚池鄉的日月潭締結為姐妹湖。